# 真夜中を駆けぬける
『真夜中を駆けぬける』（まよなかをかけぬける）は、折原みとによる日本のライトノベル。講談社X文庫ティーンズハート（講談社）より1989年8月に刊行された。続編として本作の前日譚を描いた『君と夢をみた』がある。1993年にはテレビドラマ化された。

## あらすじ
地方中都市に住む島本理佐は平凡な15歳。地元では名門と呼ばれる女子高に通っている。中学三年生の時にロックバンド「ONLY」と出会い救われた理佐は、夏休みの全国ツアーを心待ちにしていた。しかし、ツアー目前のある日、ボーカルの有瀬森也がマンションから転落死してしまう。「自殺」として報道されたが、森也が自殺したことを信じたくない理佐は、日比谷野外音楽堂で行われる追悼コンサートのために東京へひとりで家出する。森也たちがデビュー前から通っていたライブハウス・バレンタインシティや森也の飛び降りたマンションなどを見て回る理佐。そして、「トキオ」と名乗る少年と出会う。森也を裏切り者呼ばわりするトキオ。それに反発する理佐。やがて、理佐はトキオの正体を知ることとなる。そして、トキオは「有瀬森也の恋人に会わせてやる」と理佐を翔子のもとへ連れて行く。「ONLY」のマネージャーであり、森也と高校時代から交際しているという翔子は、森也のファンである理佐を優しく迎え入れる。そして、「ONLY」結成当時のことや高校時代の思い出などを話す。「森也は自殺なんかしていない」。そう確信した理佐は、ある行動に出る。

## 既刊一覧
- 折原みと 『真夜中を駆けぬける』 講談社〈講談社X文庫ティーンズハート〉、1989年8月5日第1刷発行、ISBN 4-06-190325-X

## テレビドラマ
1993年11月16日から12月21日まで朝日放送（ABCテレビ）制作・テレビ朝日系の「火曜ドラマリーグ」枠で放送された。全6回。

### キャスト
- 島本理佐：葉月里緒菜
- セツナ：櫻井淳子
- チカ：水野美紀
- ミキ：奥菜恵
- トキオ：森且行（SMAP<当時>）
- 島本正夫：村井国夫
- 島本和歌子：姿晴香
- 青山広美：藤田朋子
- 右近涼：西岡徳馬
- 西村和彦

リサとトキオ以外の登場人物は、ドラマオリジナルキャラクターである。バンド・The Mojasのメンバーがエキストラで出演している。

### スタッフ
- 原作：折原みと
- 脚本：山永明子
- 演出：星田良子
- 楽器協力：サンフォニックス
- 擬闘：橋本春彦
- 技術協力：バスク
- 美術協力：フジアール
- スタジオ：東京メディアシティ
- 車輌協力：マツダ
- 協力：山田かまち水彩デッサン美術館、ヤマハ
- 企画：大熊邦也（ABC）、中山和記
- プロデューサー：郷田美雄（ABC）、川上一夫
- 制作：ABC、共同テレビ

### 主題歌
- オープニング - 「抱きしめたい」（「火曜ドラマリーグ」統一主題歌）
  - 作詞・作曲：出口雅之、編曲：葉山たけし、歌：REV
- エンディング - 「DAKE-DO」
  - 作詞：佐藤純子、作曲：松阪晶子、編曲：見良津健雄、歌：松阪晶子

### サブタイトル
| 各話  | 放送日         | サブタイトル           |
| ----- | -------------- | ---------------------- |
| 第1話 | 1993年11月16日 | 熱い熱い18才の涙       |
| 第2話 | 1993年11月23日 | 夢みるように愛したい   |
| 第3話 | 1993年11月30日 | 自殺志願の少女         |
| 第4話 | 1993年12月7日  | 彼の背中を抱きしめたい |
| 第5話 | 1993年12月14日 | 誰か私を愛してる       |
| 第6話 | 1993年12月21日 | 制服を脱ぐ時           |

### ネット局
| 放送対象地域  | 放送局           | 系列           | 備考                      |
| ------------- | ---------------- | -------------- | ------------------------- |
| 近畿広域圏    | 朝日放送         | テレビ朝日系列 | 制作局 現・朝日放送テレビ |
| 関東広域圏    | テレビ朝日       | テレビ朝日系列 |                           |
| 北海道        | 北海道テレビ     | テレビ朝日系列 |                           |
| 青森県        | 青森朝日放送     | テレビ朝日系列 |                           |
| 宮城県        | 東日本放送       | テレビ朝日系列 |                           |
| 秋田県        | 秋田朝日放送     | テレビ朝日系列 |                           |
| 山形県        | 山形テレビ       | テレビ朝日系列 |                           |
| 福島県        | 福島放送         | テレビ朝日系列 |                           |
| 新潟県        | 新潟テレビ21     | テレビ朝日系列 |                           |
| 長野県        | 長野朝日放送     | テレビ朝日系列 |                           |
| 静岡県        | 静岡朝日テレビ   | テレビ朝日系列 |                           |
| 石川県        | 北陸朝日放送     | テレビ朝日系列 |                           |
| 中京広域圏    | 名古屋テレビ     | テレビ朝日系列 |                           |
| 広島県        | 広島ホームテレビ | テレビ朝日系列 |                           |
| 山口県        | 山口朝日放送     | テレビ朝日系列 |                           |
| 香川県 岡山県 | 瀬戸内海放送     | テレビ朝日系列 |                           |
| 福岡県        | 九州朝日放送     | テレビ朝日系列 |                           |
| 長崎県        | 長崎文化放送     | テレビ朝日系列 |                           |
| 熊本県        | 熊本朝日放送     | テレビ朝日系列 |                           |
| 大分県        | 大分朝日放送     | テレビ朝日系列 |                           |
| 鹿児島県      | 鹿児島放送       | テレビ朝日系列 |                           |

| 朝日放送制作・テレビ朝日系 火曜ドラマリーグ                      | 朝日放送制作・テレビ朝日系 火曜ドラマリーグ      | 朝日放送制作・テレビ朝日系 火曜ドラマリーグ |
| 前番組                                                           | 番組名                                           | 次番組                                      |
| ---------------------------------------------------------------- | ------------------------------------------------ | ------------------------------------------- |
| 青春オフサイド!女教師と熱血イレブン （1993年10月19日 - 11月9日） | 真夜中を駆けぬける （1993年11月16日 - 12月21日） | お姉さんの朝帰り （1994年1月11日 - 2月8日） |